# Finsko na Letních olympijských hrách 1992
Finsko na Letních olympijských hrách 1992 ve španělské Barceloně reprezentovalo 88 sportovců, z toho 60 mužů a 28 žen. Nejmladším účastníkem byl Hanna Laiho (16 let, 238 dní), nejstarším pak Sakari Paasonen (56 let, 291 dní). Reprezentanti vybojovali 5 medailí, z toho 1 zlatou, 2 stříbrné a 2 bronzové.

## Medailisté
| Medaile | Jméno                                     | Sport       | Disciplína                  |
| ------- | ----------------------------------------- | ----------- | --------------------------- |
| Zlato   | Mikko Kolehmainen                         | Kanoistika  | kajak - K1 500 m            |
| Stříbro | Seppo Räty                                | Atletika    | Muži hod oštěpem            |
| Stříbro | Jari Lipponen Tomi Poikolainen Ismo Falck | Lukostřelba | družstvo mužů               |
| Bronz   | Jyri Kjäll                                | Box         | váha velterová - do 63,5 kg |
| Bronz   | Antti Kasvio                              | Plavání     | 200 m - volný styl          |